# Hydrotaea kurahashii
Hydrotaea kurahashii este o specie de muște din genul Hydrotaea, familia Muscidae, descrisă de Shinonaga în anul 1994.
Este endemică în Nepal. Conform Catalogue of Life specia Hydrotaea kurahashii nu are subspecii cunoscute.